# Innimond

Innimond este o comună în departamentul Ain din estul Franței.